# Bingbot

bingbot 是一种网络抓取机器人 (网络机器人的一种)，由 Microsoft 部署以提供 Bing。它从网上收集文件以为 Bing 建立一个可搜索的索引。它在 2010 年 10 月作为主要的 Bing 蜘蛛代替了 msnbot。
bingbot 的一个典型的用户代理字符串是 "Mozilla/5.0 (compatible; bingbot/2.0; +http://www.bing.com/bingbot.htm)"。这出现在网络服务器日志里以告诉网站管理员谁在请求一个文件。